# Лухново (Псковский район)
Лухново — деревня в Псковском районе Псковской области России. Входит в состав Писковичской волости.
Деревня расположена севернее города Пскова (за Запсковьем), в 6 км восточнее волостного центра, деревни Писковичи.
| 2001 | 2002 | 2010 | 2012 |
| ---- | ---- | ---- | ---- |
| 88   | ↗109 | ↘91  | ↗118 |